# Sophy A. Christensen
Sophy A. Christensen (født i 1867 i Holbæk, død i 1955 i København) var en af Danmarks første kvindelige møbelsnedkere, udlært i 1893.
Sophy var den ældste datter i en søskendeflok på fem. Faderen, Frederik Adolph C. var kaptajn på eget skib, men da Sophy var tretten år forliste hans skib. Han kom hjem som en syg og nedbrudt mand, og familien flyttede til København i håb om at få arbejde der. Moderen, Christiane Andersen, arbejdede for at tjene til familien, men døde efter få år. Sophy fik derfor som 16-årig ansvaret for sin egen og de mindre søskendes fremtid. Familien blev splittet, faderen kom på en stiftelse for gamle sømænd, de yngre søskende kom i pleje og Sophy kom 'i huset' i Jylland. 
Da Sophy var 20 år, vendte hun tilbage til København. I 1888 fik hun arbejde hos en kvinde i en broderiforretning, men blev syg af mangel på luft og lys af arbejdet. Efter et forslag fra broderen, meldte hun sig til et kursus på en sløjdskole, i håb om derigennem at få et andet arbejde. 
Sophys efterfølgende læretid som håndværker blev bakket op økonomisk af Dansk Kvindesamfund. Efter en tid i lære, blev hun klar over, at hun for at få sit svendestykke måtte lære at tegne. Hun blev, fordi hun var kvinde afvist af den tekniske skole, men kom ind på Kvindeskolen. I 1893 blev Sophys tegning til svendestykket færdig. Herefter rejste hun til verdensudstillingen i Chicago, hvor hun fik arbejde ved den danske afdeling. 
Som 28-årig i 1896 besluttede Sophy sig for at det var tid til at hun selv skulle blive mester og lånte penge for at starte sit eget værksted i Ravnsborggade på Nørrebro. Hun blev optaget i snedkerlauget som den første kvinde. 
Fra 1904 og tre år frem, rejste Sophy rundt i Frankrig for at lære moderne kunsthåndværk, hvorefter hun fra 1907-1915 blev forstander for Tegne- og Kunstindustriskolen for Kvinder.  
I 1928 udkom Sophys selvbiografi Jeg vilde frem! Ungdoms-oplevelser.
I klædedragt og fremtoning var Sophy maskulin. Hun var kortklippet og gik i en dragt bestående af marineblå nederdel, hvid skjortebluse med blå butterfly og en kort, skræddersyet jakke.